# Ascalapha odorata
Ascalapha odorata (Linnaeus, 1758) é a única espécie de mariposa pertencente ao gênero Ascalapha, da família Arctiidae, popularmente conhecida no Brasil como Bruxa em virtude das cores sombrias de suas asas.
Pode em sua fase larval ser considerada uma praga, alimentando-se de plantas como ingá e leguminosas.
No folclore de vários países da América Latina está associada à morte ou à desgraça; mesmo seu nome científico traz uma remissão funesta, lembrando o demônio horticultor de Hades, deus dos infernos na mitologia grega, Ascálafo; nos Estados Unidos é denominada black witch (bruxa negra) e em nauatle tem denominações como mictlanpapalotl, micpapalotl, miquipapalotl ou tetzahupapalotl (significando respectivamente mariposa do país dos mortos, da morte, da má sorte ou do espanto).

## Descrição
Raramente tem cores mais vivas, com tonalidades que variam do marrom ao preto. Entretanto, a depender do ângulo da iluminação, se percebem iridescências de cores púrpura, rosa e verde em suas asas, cujas dimensões podem alcançar os 15 cm.
Possui tamanhos distintos entre os indivíduos de sexos diferentes: maior a fêmea que o macho e este, embora de menor tamanho, é mais colorido e possui uma antena maior com finalidade ornamental.

## Na literatura
Pupas da mariposa negra eram colocadas nas bocas das vítimas do assassino serial chamado "Buffalo Bill" no romance O Silêncio dos Inocentes, o que foi substituído, no filme homônimo.
Em seu Memórias Póstumas de Brás Cubas o escritor brasileiro Machado de Assis diz que a borboleta negra, do crepúsculo, é a encarnação da bruxa.

## Folclore
A superstição que associa essa mariposa a coisas ruins tem sido um fator de morte para milhares de indivíduos desta espécie, tornando o homem seu principal predador; muitos ainda as confundem com morcegos e também as matam por isso.
Na América tropical a mariposa leva medo aos moradores de uma casa em que ela tenha entrado a voar por uma janela aberta, como prenúncio de morte; para algumas culturas nativas amazônicas estas borboletas são as almas de pessoas recentemente falecidas.
No Brasil Câmara Cascudo leva a crer que a ideia de ser a mariposa crepuscular portadora da alma dos mortos teria surgido no Antigo Egito, onde o espírito deixava o corpo em forma de borboleta, havendo na Ásia Menor crença idêntica: após passar à Grécia e Roma e dali se espalhado pela Europa, só então chegaria às Américas.
Cascudo ainda registra que, num auto transcrito em "Denunciações da Bahia", em denúncia formulada no dia 16 de agosto de 1591, "D. Lúcia de Melo acusa uma amiga de transformar-se em borboleta noturna".
No Havaí também se crê que representam a alma dos falecidos, que retornam para se desperdirem; já nas Bahamas são referidas como "polillas de dinero", na crença de que se posar sobre alguém é sinal de que ela trará dinheiro à pessoa, algo bastante similar ao que se passa no Texas, onde o fato de uma dessas mariposas a pousar na frente da casa é sinal de que o dono em breve ganhará na loteria.

## Galeria de imagens

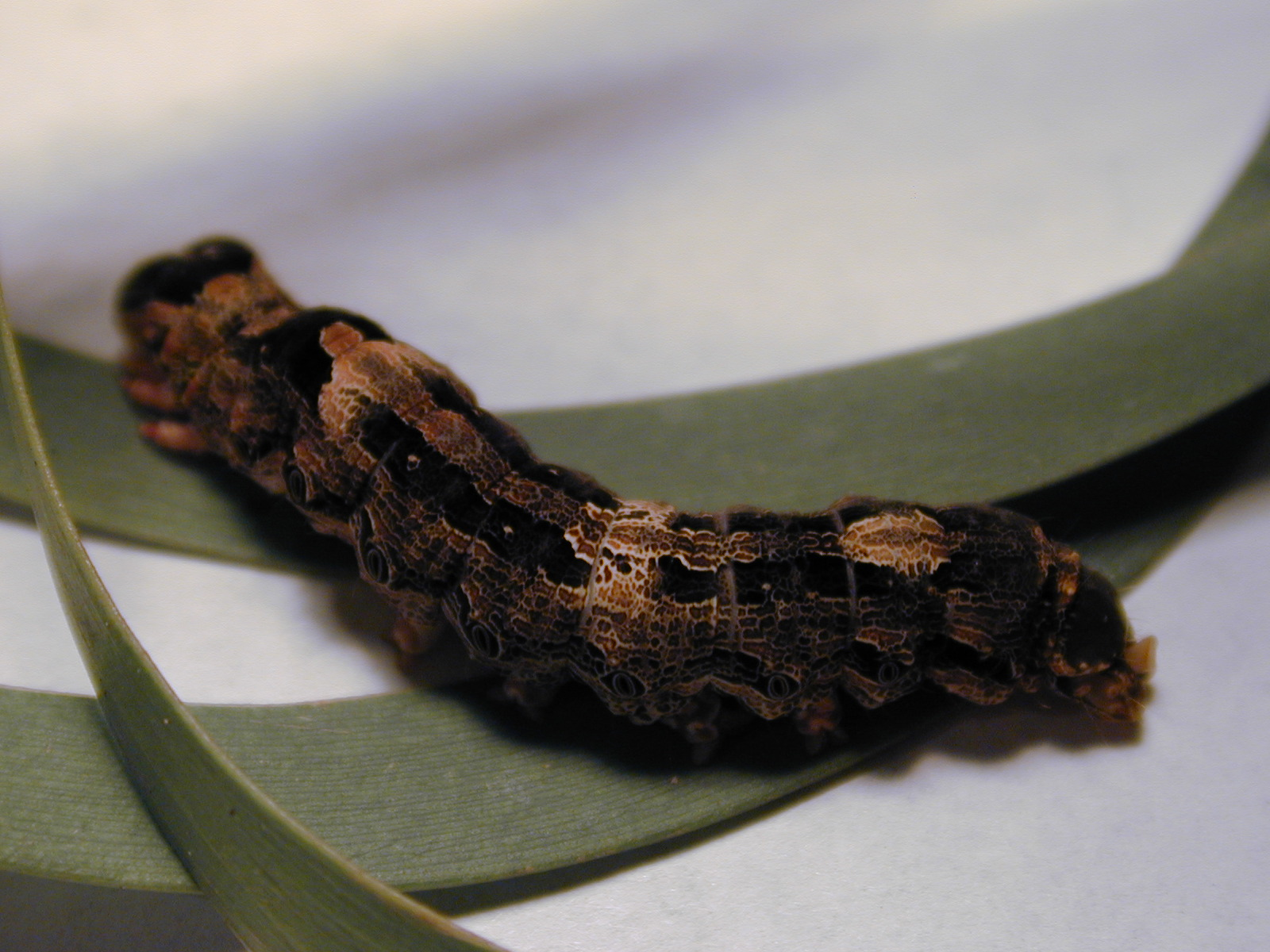
Larva.
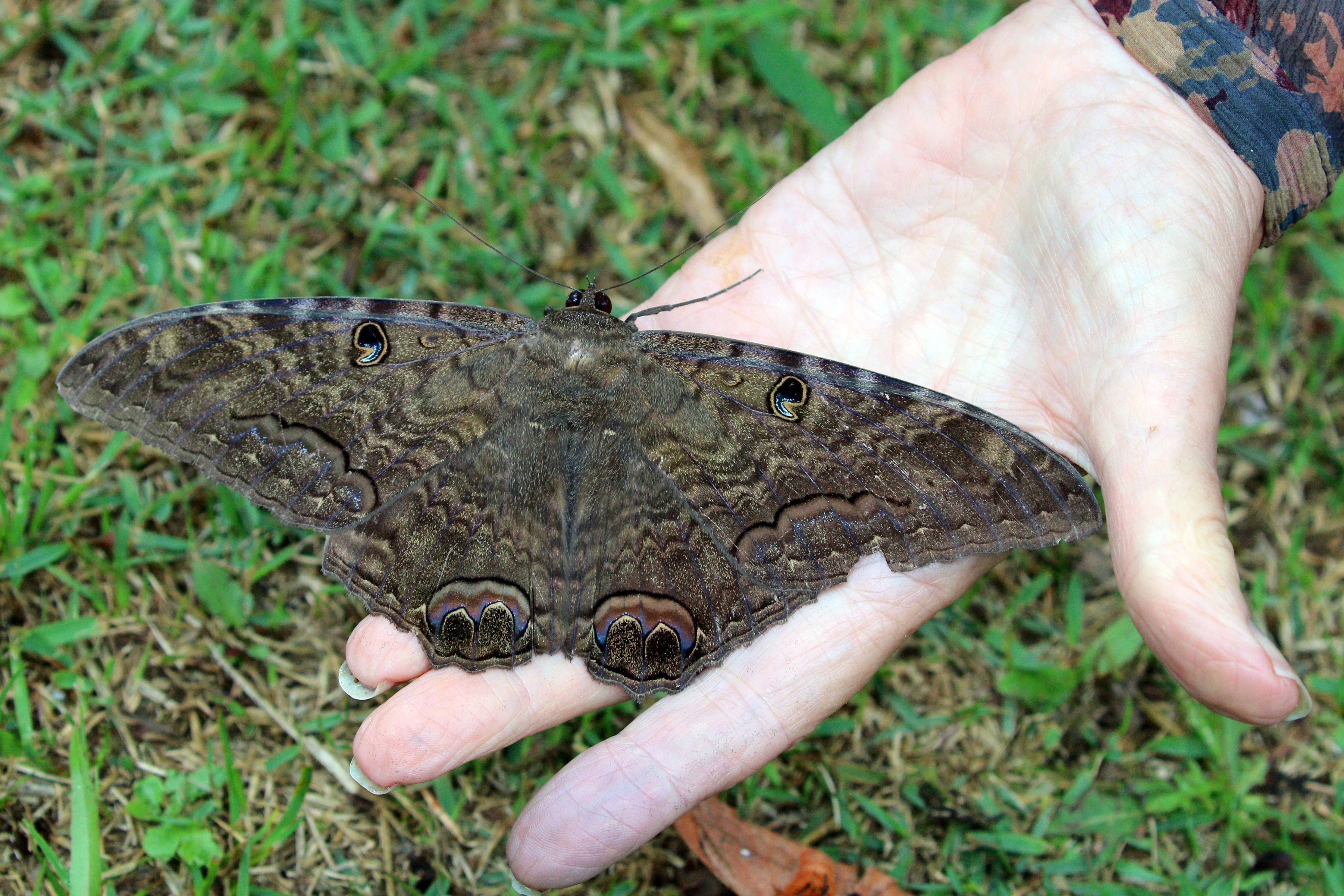
Macho adulto, na mão de uma pessoa.
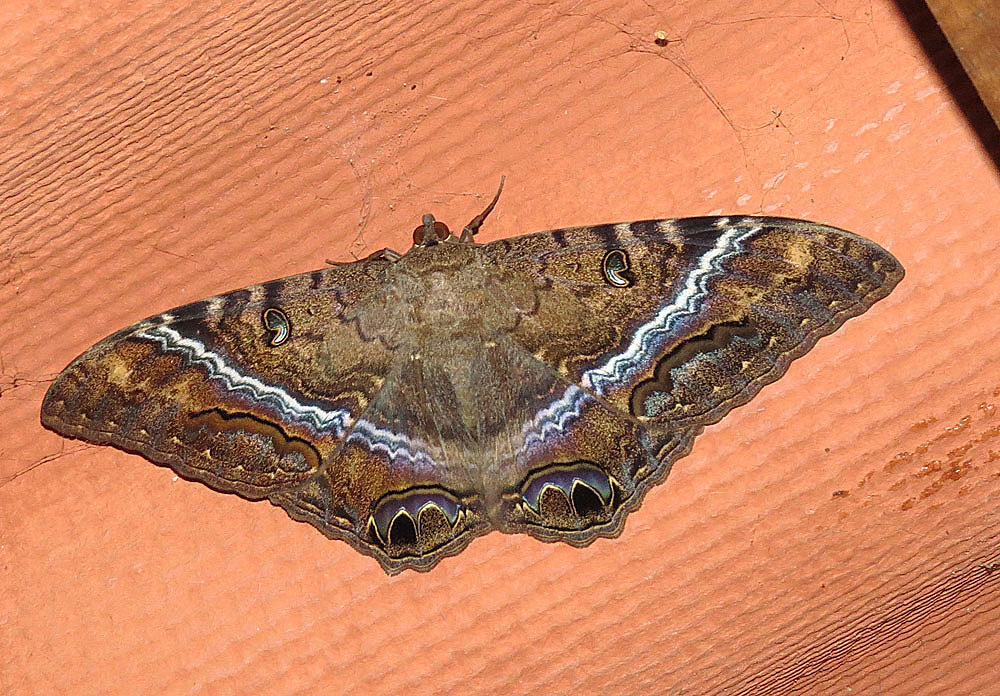
Fêmea adulta, pousada em uma parede.
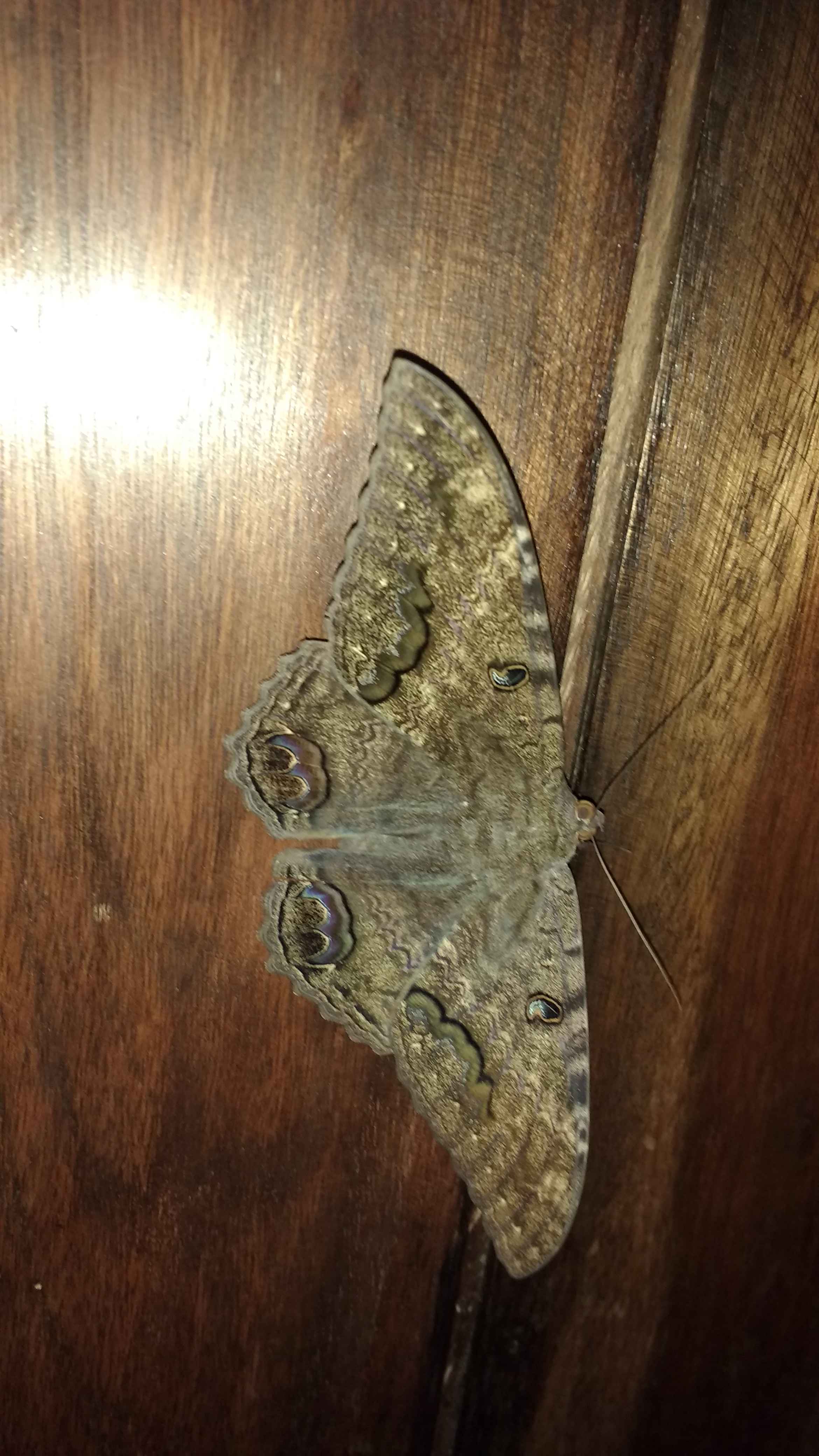
"Bruxa", fotografada em Caetité, Bahia.